# Maisonnais-sur-Tardoire
Maisonnais-sur-Tardoire is een gemeente in het Franse departement Haute-Vienne (regio Nouvelle-Aquitaine) en telt 477 inwoners (2004). De plaats maakt deel uit van het arrondissement Rochechouart.

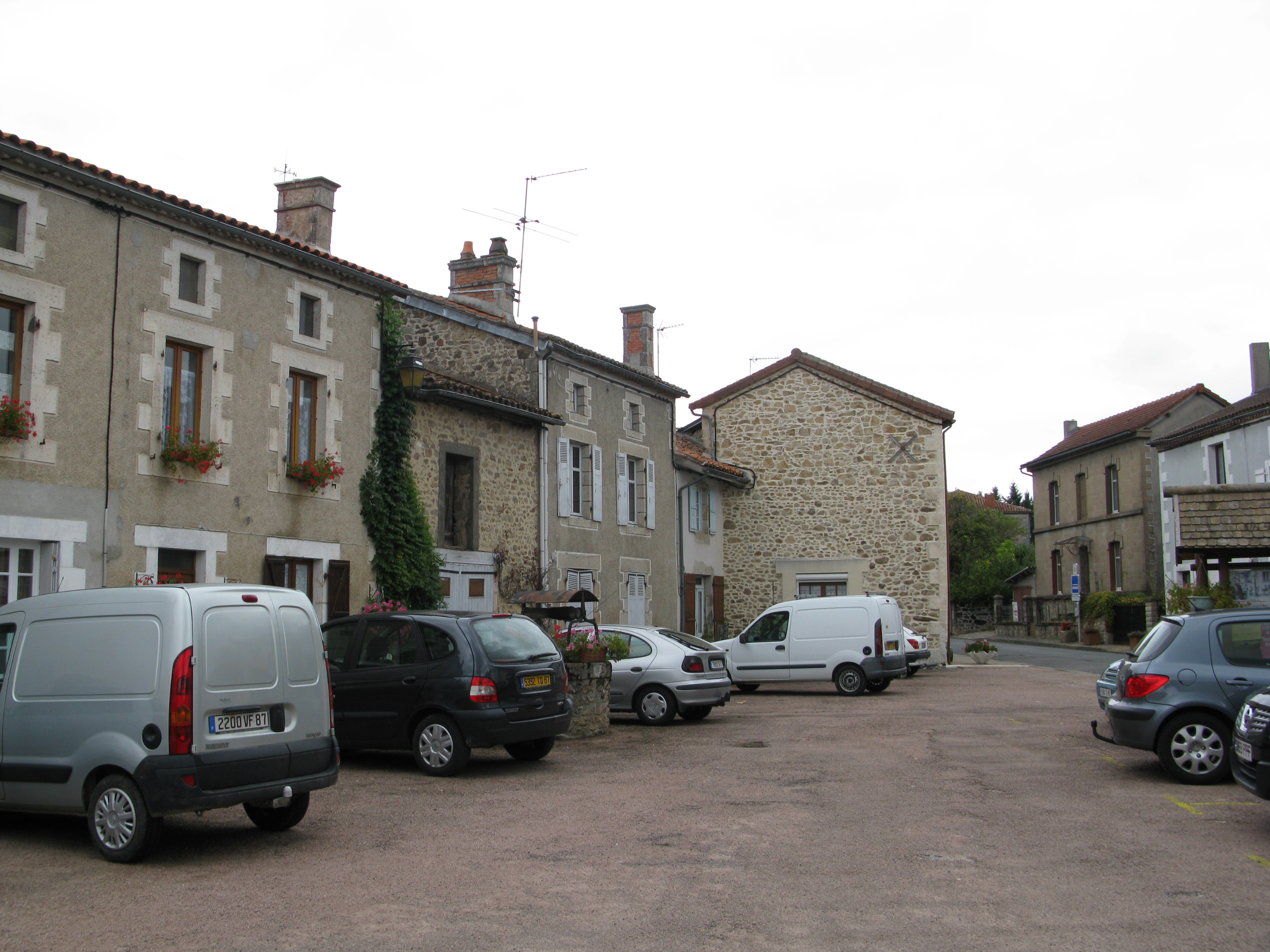
Dorpsplein
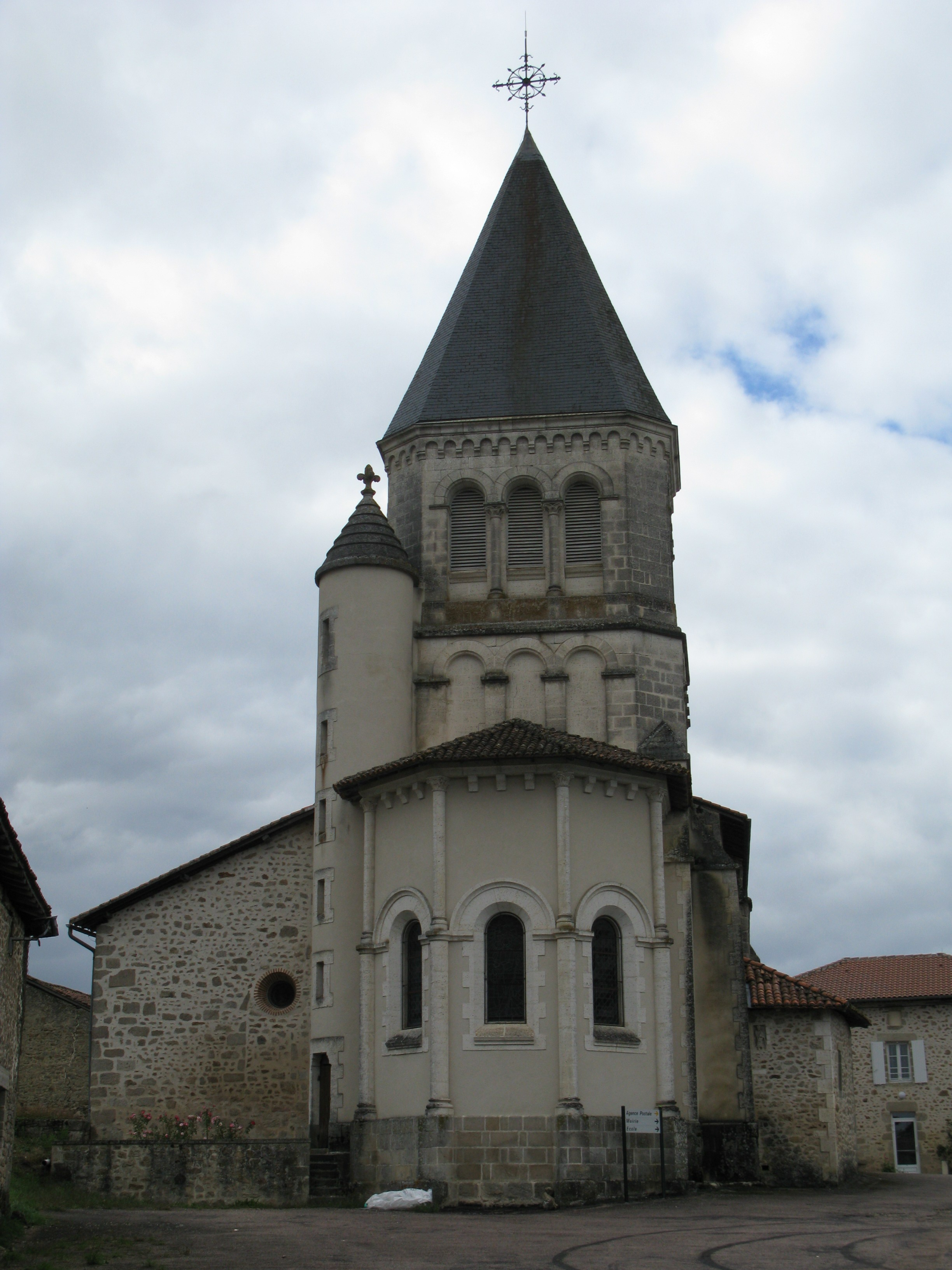
Kerk van Maisonnais-sur-Tardoire

## Geografie
De oppervlakte van Maisonnais-sur-Tardoire bedraagt 32,0 km², de bevolkingsdichtheid is 14,9 inwoners per km².
De onderstaande kaart toont de ligging van Maisonnais-sur-Tardoire met de belangrijkste infrastructuur en aangrenzende gemeenten.

## Demografie
Onderstaande figuur toont het verloop van het inwonertal (bron: INSEE-tellingen).